# الولي (أسماء الله الحسنى)
الوَلِّيُ هو اسم من أسماء الله الحسنى، ومعناه: المتولي للأمر والقائم به، نصير المؤمنين وظهيرهم.

## في القرآن الكريم
قد ورد في القرآن مرات عديدة، وورد مرتين معرف بأل هما:
- ﴿أَمِ اتَّخَذُوا مِنْ دُونِهِ أَوْلِيَاءَ فَاللَّهُ هُوَ الْوَلِيُّ وَهُوَ يُحْيِي الْمَوْتَى وَهُوَ عَلَى كُلِّ شَيْءٍ قَدِيرٌ ۝٩﴾ سورة الشورى:9
- ﴿وَهُوَ الَّذِي يُنَزِّلُ الْغَيْثَ مِنْ بَعْدِ مَا قَنَطُوا وَيَنْشُرُ رَحْمَتَهُ وَهُوَ الْوَلِيُّ الْحَمِيدُ ۝٢٨﴾ سورة الشورى:28

## في السنة النبوية
عن زيد بن أرقم عن النبي ﷺ قال:
| الولي (أسماء الله الحسنى) | اللَّهُمَّ آتِ نَفْسِى تَقْوَاهَا وَزَكِّهَا أَنْتَ خَيْرُ مَنْ زَكَّاهَا أَنْتَ وَلِيُّهَا وَمَوْلاَهَا | الولي (أسماء الله الحسنى) |

## الأقوال في معناه
- قال الخطابي:[4]«والولي أيضاً المتولي للأمر والقائم به، كولي اليتيم، وولي المرأة في عقد النكاح عليها، وأصله من الولي، وهو القرب»
- وقال أبو إسحاق الزجاج:[5]«الولي هو فعيل، من الموالاة، والولي: الناصر وقال الله تعالى: ﴿اللّهُ وَلِيُّ الَّذِينَ آمَنُواْ يُخْرِجُهُم مِّنَ الظُّلُمَاتِ إِلَى النُّوُرِ﴾ سورة البقرة:257، وهو تعالى وليهم بأن يتولى نصرهم وإرشادهم، كما يتولى ذلك من الصبي وليه، وهو يتولى يوم الحساب ثوابهم وجزاءهم»
- قال الطبري في تفسير قوله ﴿اللّهُ وَلِيُّ الَّذِينَ آمَنُواْ﴾:[6]«نصيرهم وظهيرهم، يتولاهم بعونه وتوفيقه»

## الفرق بين الولي والمولى
قال أبو هلال العسكري:
| الولي (أسماء الله الحسنى) | أَن الوَلِيَّ: يجْرِي فِي الصّفة على المُعَان والمُعِين تَقولُ: "اللهُ وَلِيُّ المؤمنين" ؛ أَي: مُعِينُهُم , و"المُؤمنُ وليُّ الله" , أَي: المُعانُ بنصر الله عز وَجل. وَيُقَال أَيْضًا: "المُؤمنُ وَلِيُّ الله" ؛ وَالْمرَاد أَنه نَاصِرٌ لأوليائه وَدينه , وَيجوز أَن يُقَال: "اللهُ وليُّ المؤمنين" ؛ بِمَعْنى أَنه يَلِي حفظَهم وكلاءتَهم ؛ كوَلِيِّ الطِّفْل الْمُتَوَلِّي شَأْنَهُ. وَيكون الوَلِيُّ على وَجوه , مِنْهَا: - "وليُّ المُسلم" الَّذِي يلْزمه الْقيام بِحقِّهِ إِذا احْتَاجَ إليه , وَمِنْهَا - "الوَلِيُّ الحليف" المعاقدُ , وَمِنْهَا - "وليُّ الْمَرْأَة" الْقَائِم بأمرها , ومنها - "وليُّ الْمَقْتُول" الَّذِي هُوَ أَحَق بالمطالبة بدمه. وأصل الْوَلِيِّ جَعْلُ الثَّانِي بعد الأَوَّل ِمن غير فَصْلٍ , من قَوْلهم هَذَا يَلِي ذَاكَ وَلْيًا , و"وَلّاهُ اللهُ" كَأَنَّهُ يَلِي أمرَهُ ولم يَكِلْهُ إِلَى غَيره , و"ولّاه أمرَهُ" وَكَلَهُ إِلَيْهِ ؛ كأنه جعله بِيَدِهِ , و"تَوَلَّى أَمْرَ نَفسِهِ" قَامَ من غير وسيطة , و"وَلَّى عَنهُ" خلافُ "والى إِلَيْهِ" , و"والى بَين رمْيتين" جعلَ إِحْدَاهمَا تلِي الأخرى , وَ"الْأَوْلَى" هُوَ الَّذِي الْحِكْمَةُ إليه أَدْعَى. وَيجوز أَن يُقَال: معنى "الْوَلِيِّ" أَنه يحب الْخَيْر لوَلِيِّهِ , كَمَا أَن معنى الْعَدُوِّ أَنه يُرِيد الضَّرَرَ لعَدوِّه. والمَوْلى على وُجُوهٍ: هُوَ السَّيِّدُ , والمملوكُ , والحليفُ , وَابْنُ العمِّ , وَالأَولَى بالشَّيْء , والصَّاحِبُ , وَمِنْه قَول الشَّاعِر: وَلَسْتُ بِمَوْلَى سَوْأَةٍ أُدْعَى لَهَافَإِنَّ لِسَوْآتِ الْأُمُور مَوَالِيَا أَي: صَاحب سوأة. وَتقولُ: "الله مولى الْمُؤمنِينَ" ؛ بِمَعْنى أَنه مُعينُهم , وَلَا يُقَال: "إِنَّهُم مواليه" ؛ بِمَعْنى أنهم مُعينو أوليائه , كَمَا تَقول "إِنَّهُم أولياؤه" بِهَذَا الْمَعْنى | الولي (أسماء الله الحسنى) |